# Combinada nórdica en los Juegos Olímpicos de Pekín 2022
Las competiciones de combinada nórdica en los Juegos Olímpicos de Pekín 2022 se realizaron en el Centro Nacional de Esquí de Fondo y el Centro Nacional de Salto en Esquí, ubicado en el distrito de Zhangjiakou, 190 km al noroeste de Pekín, del 9 al 17 de febrero de 2022.
En total se disputaron en este deporte tres pruebas diferentes, las tres solo para hombres.

## Calendario
- Hora local de Pekín (UTC+8).

| Fecha         | Hora  | Prueba                     |
| ------------- | ----- | -------------------------- |
| 9 de febrero  | 16:00 | Trampolín normal + 10 km   |
| 9 de febrero  | 19:00 | Trampolín normal + 10 km   |
| 15 de febrero | 16:00 | Trampolín largo + 10 km    |
| 15 de febrero | 19:00 | Trampolín largo + 10 km    |
| 17 de febrero | 16:00 | Trampolín largo + 4 × 5 km |
| 17 de febrero | 19:00 | Trampolín largo + 4 × 5 km |

## Medallistas

### Masculino
| Evento                                              | Oro                                                                                        | Plata                                                                             | Bronce                                                                           |
| --------------------------------------------------- | ------------------------------------------------------------------------------------------ | --------------------------------------------------------------------------------- | -------------------------------------------------------------------------------- |
| Gundersen individual TN + 10 km (9 de febrero)      | Vinzenz Geiger · Alemania · 25:07,7                                                        | Jørgen Graabak · Noruega · 25:08,5                                                | Lukas Greiderer · Austria · 25:14,3                                              |
| Gundersen individual TG + 10 km (15 de febrero)     | Jørgen Graabak · Noruega · 27:13,3                                                         | Jens Lurås Oftebro · Noruega · 27:13,7                                            | Akito Watabe · Japón · 27:13,9                                                   |
| Gundersen por equipos TG + 4 × 5 km (17 de febrero) | Noruega · Espen Bjørnstad · Espen Andersen · Jens Lurås Oftebro · Jørgen Graabak · 50:45,1 | Alemania · Manuel Faißt · Julian Schmid · Eric Frenzel · Vinzenz Geiger · 51:40,0 | Japón · Yoshito Watabe · Hideaki Nagai · Akito Watabe · Ryota Yamamoto · 51:40,3 |

## Medallero
| Núm. | País     | Oro | Plata | Bronce | Total |
| ---- | -------- | --- | ----- | ------ | ----- |
| 1    | Noruega  | 2   | 2     | 0      | 4     |
| 2    | Alemania | 1   | 1     | 0      | 2     |
| 3    | Japón    | 0   | 0     | 2      | 2     |
| 4    | Austria  | 0   | 0     | 1      | 1     |
|      | TOTAL    | 3   | 3     | 3      | 9     |